# Die Fantastischen Vier (Comic)

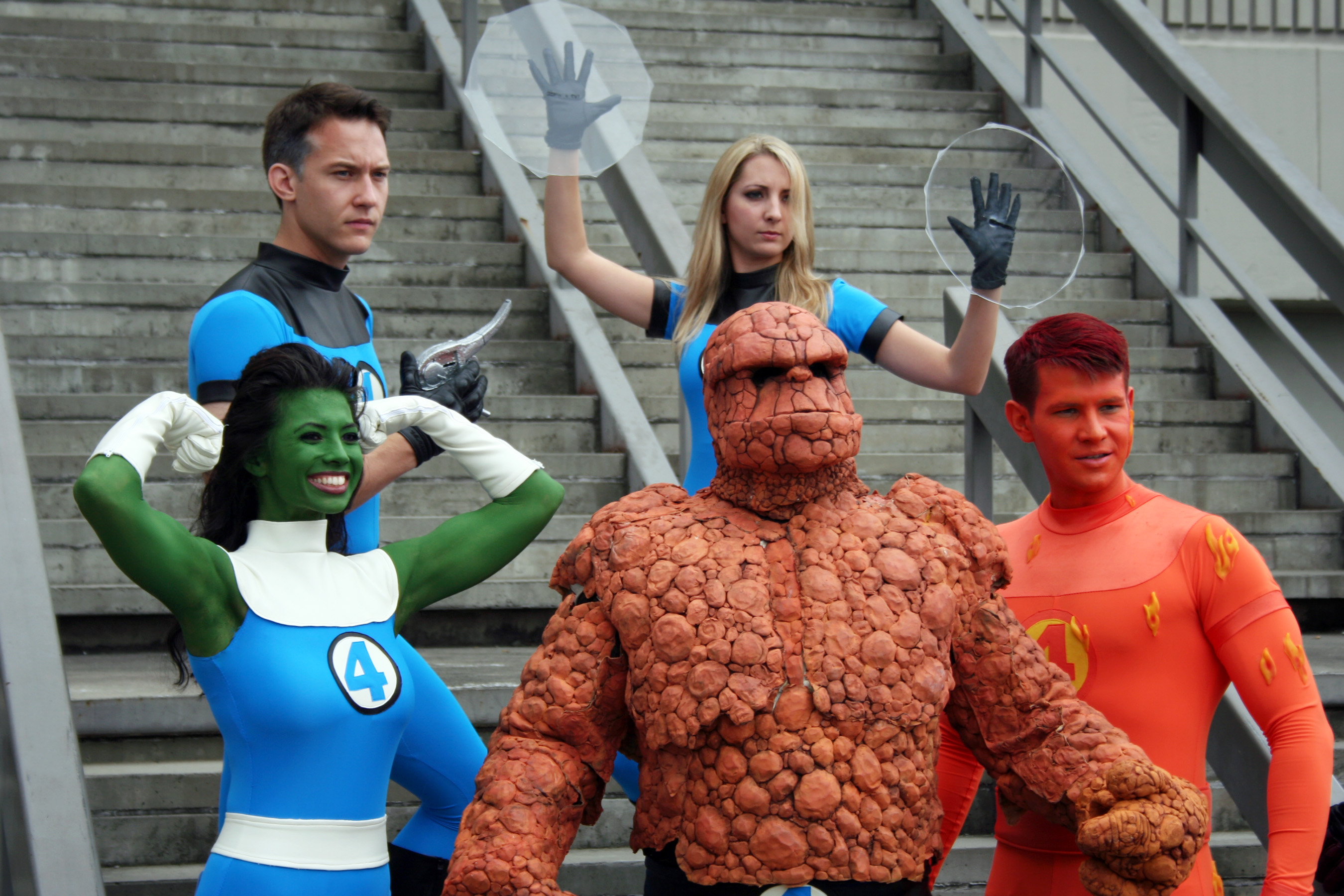
Die Fantastischen Vier mit She-Hulk als Cosplay, Dragon Con 2011

Die Fantastischen Vier (im Original Fantastic Four) ist der Name einer Comicreihe um das gleichnamige Superheldenteam des US-amerikanischen Verlages Marvel Comics. Das Team besteht aus vier Superhelden: Mr. Fantastisch (Mr. Fantastic), Das Ding (The Thing), Die Unsichtbare (Invisible Girl / Invisible Woman) und die menschliche Fackel (Human Torch). Die Comicserie startete im November 1961. Sie wurde von Stan Lee und seinem Co-Autor und Zeichner Jack Kirby geschaffen und läutete das sogenannte Silver Age der amerikanischen Superheldencomics ein.

## Entstehung und Veröffentlichung

### Idee
Als Stan Lee und Jack Kirby 1961 das „World’s Greatest Comic Magazine“, wie es unbescheiden auf dem Cover genannt wurde, aus der Taufe hoben, war der kommende Erfolg noch nicht abzusehen. Der Ansatz an das Thema Superhelden war ein ganz neuer: Die Helden sollten keine sterilen Übermenschen sein, sondern ganz normale Leute mit privaten Problemen.

### Entwicklung der Comic-Serie
Nach den eher einfach gestrickten Geschichten der ersten Jahre (Super-Schurke will Weltherrschaft, die Fantastischen Vier bekämpfen ihn, die Fantastischen Vier siegen, alles ist wieder normal) bekamen die Geschichten ab ungefähr Nr. 36 eine für amerikanische Comics ganz neue Dimension. Hier begann eine zusammenhängende Geschichte, die sich im Prinzip bis Ausgabe Nr. 50 durchzieht. So wurde der Grundstein für das sogenannte „Marvel-Universum“ gelegt, in dem alle Protagonisten aus den verschiedenen Serien miteinander interagieren und sich Geschichten in einem in sich schlüssigen Universum aufeinander auswirken.
Den Höhepunkt dieser erwähnten Geschichte bildet 1966 die abschließende sogenannte Galactus-Trilogie. Hier bekämpfen die Fantastischen Vier den Weltenverschlinger Galactus, der mit seinem Herold, dem Silver Surfer die Erde vernichten will.
Danach wurde es für das Gespann Stan Lee und Jack Kirby schwierig, das Niveau zu halten. Trotz noch vieler weiterer Hefte wurden die Geschichten stereotyper und zweidimensionaler. Nach der Nr. 102 verließ Kirby dann Marvel, und auch Stan Lee gab wenig später die Feder an einen Nachfolger ab.

### Verfilmungen
1986 erwarb Bernd Eichinger die Filmrechte an dem Comic und begann, um zu verhindern, dass die Rechte auslaufen, am 28. Dezember 1992 drei Tage vor dem letztmöglichen Termin mit Hilfe von Roger Corman für eine Million Dollar und 21 Drehtagen einen Film zu produzieren, der jedoch trotz Fertigstellung und Werbung nie veröffentlicht wurde. Die Rechteverlängerung erlaubte Eichinger jedoch die Produktion der folgenden Fantastischen-Vier-Filme ein Jahrzehnt später.
2005 kam der erste Kinofilm über die Fantastischen Vier mit dem Titel Fantastic Four auf die Leinwand und erlebte auch einen passablen Erfolg, auch wenn er mit einem weltweiten Einspielergebnis von 330 Millionen US-Dollar kommerziell gesehen nicht an die Marvel-Blockbuster Spider-Man (2002) oder X-Men (2000) heranreichte. Die Fortsetzung mit dem Titel Fantastic Four: Rise of the Silver Surfer startete am 14. August 2007 in den deutschen Kinos.
Unter der Regie von Josh Trank wurde im August 2015 eine Neuverfilmung veröffentlicht. Als Drehbuchautor war u. a. auch Simon Kinberg beteiligt.
Am 24. Juli 2025 erschien eine erneute Verfilmung mit dem Titel The Fantastic Four: First Steps. 

## Die Helden
Ihre Kräfte erhielten Die Fantastischen Vier durch kosmische Strahlung, die ihre Moleküle veränderte, als sie in einem von Reed entwickelten Raumschiff als erste Menschen versuchten, ins All zu fliegen. Ihr Hauptquartier befindet sich in den obersten vier Etagen des Baxter Buildings in New York.
Die Superkräfte der Vier entsprechen den vier Elementen: „Das Ding“ mit seiner steinernen Haut (Erde), die brennende „Menschliche Fackel“ (Feuer), die durchsichtige „Unsichtbare“ (Luft) und der fast flüssige, dehnbare „Mr. Fantastic“ (Wasser). Außerdem repräsentieren die Verhältnisse der drei anderen zu Susan Richards die drei Grade menschlicher Beziehungen: Blutsverwandtschaft (ihr Bruder Johnny Storm), Ehe (ihr Ehemann Reed Richards) und Freundschaft (Reeds alter Kumpel Ben Grimm). Die Charaktere und Fähigkeiten entsprechen zweierlei Archetypen.
Anders als die meisten anderen Superhelden haben die Fantastischen Vier keine Geheimidentitäten: Dass Reed Richards Mr. Fantastic ist, ist allgemein bekannt. Auf weiten Strecken ihrer Karriere waren die Fantastischen Vier in der Öffentlichkeit beliebt (anders als zum Beispiel Spider-Man), und die Fantastischen Vier wurden zeitweise von Reed Richards geführt wie ein Wirtschaftsunternehmen.
Ab Fantastic Four #579 (Juli 2010) ändern die Fantastischen Vier ihre Agenda und spezialisieren sich unter dem Namen Future Foundation auf das Training von potentiellen, heranwachsenden Junggenies, die als spätere Wissenschaftler dem besseren Wohle der Menschheit dienen soll. Der Foundation schließt sich Spider-Man an, ein langjähriger Freund der Fantastischen Vier, und nimmt damit den Platz der inzwischen verstorbenen „Menschlichen Fackel“ ein. Zu ihren Rekruten zählen unter anderem Reed und Sues Kinder Franklin und Valeria (siehe unten), die jungen Mutanten Artie Maddicks und Leech (vorher aus den X-Men-Comics bekannt) und Alex Power, ein ehemaliges Mitglied des Teams Power Pack.
Eine „Vorgängerserie“ unter dem Titel Challengers of the Unknown (Herausforderer des Unbekannten) von Jack Kirby beim Marvel-Konkurrenzverlag DC Comics war weniger erfolgreich: Es handelte sich um vier (männliche) Freunde. Keiner von ihnen hatte Superkräfte.

### Reed Richards (Mister Fantastisch)

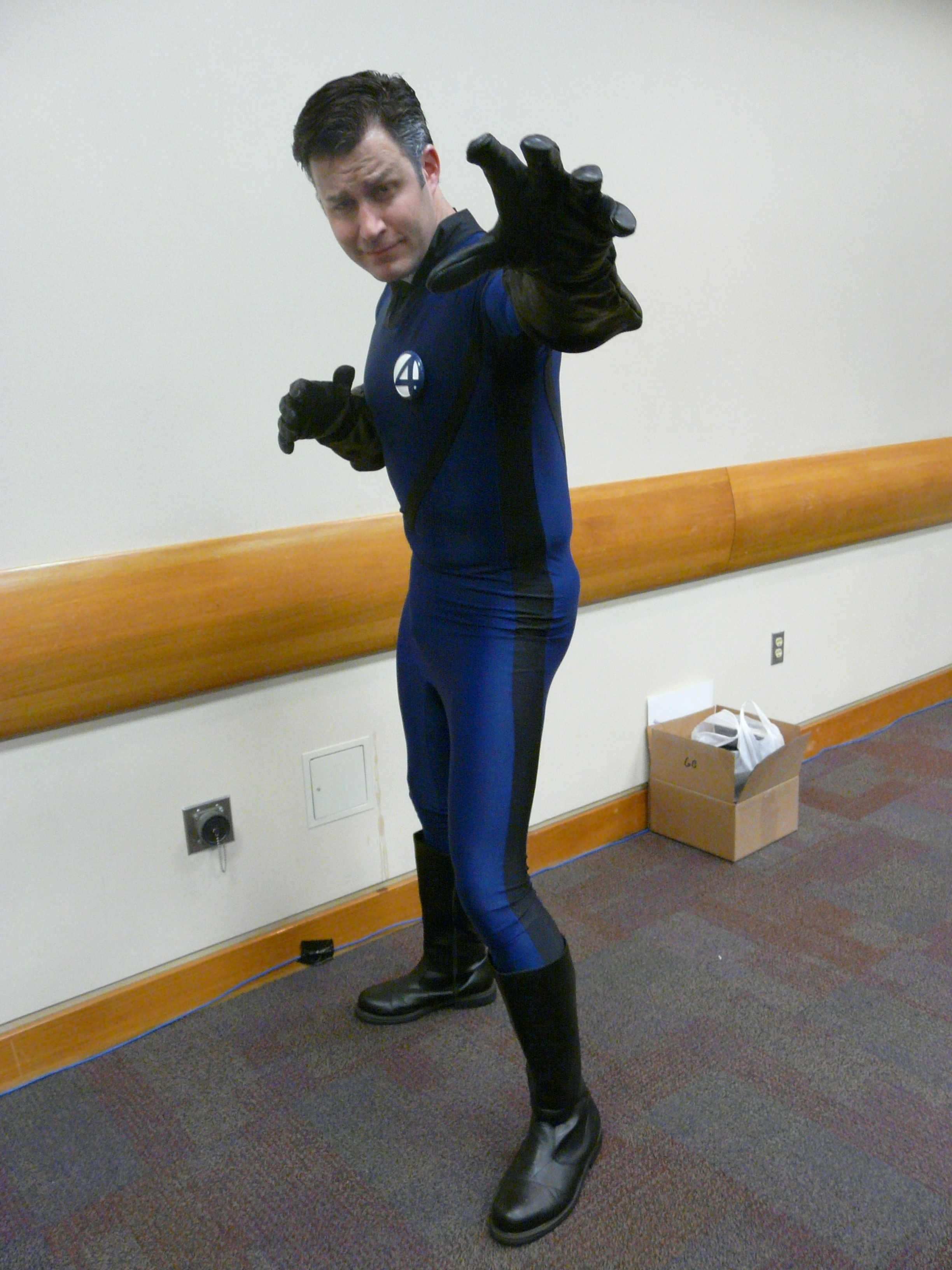
Mr. Fantastic als Cosplay, Gen Con Indy 2008

Anführer der Fantastischen Vier ist Doktor Reed Richards, im Team auch Mr. Fantastic genannt. Er kann seinen Körper in jede erdenkliche Form dehnen und ihn dadurch sehr flexibel einsetzen. So dient er gelegentlich als lebendes Katapult, Fallschirm oder Auffangkissen für alles Denkbare. Eigentlich ist er jedoch Wissenschaftler und genialer Erfinder. Er ist Spezialist im naturwissenschaftlichen Bereich (z. B. in Chemie und Physik). In jeder freien Minute bastelt er in seinem Labor an futuristischen Erfindungen, welche die Fantastischen Vier im Kampf gegen das Böse nutzen können. Er ist seit der Annual-Ausgabe 3 verheiratet mit Susan Storm, der Unsichtbaren. Eine seiner größten Errungenschaften ist die Entdeckung der „Negative Zone“, eines Universums aus Anti-Materie, das zur Reise zu jedem anderen Punkt unseres Universums genutzt werden kann und das immer wieder eine wichtige Rolle in den Geschichten der Fantastischen Vier spielt. Reed ist überzeugter Idealist, und alle seine Forschungen sind immer auf das Interesse des Gemeinwohls oder anderer ausgerichtet. Wenn es eine wichtige Aufgabe zu bewältigen gilt, arbeitet er bis zur Erschöpfung, solange das Problem nicht gelöst ist, auch wenn das oft zu Konflikten mit seiner Frau Susan führt. Er ist ferner immer Vermittler bei Zwistigkeiten im Team (vor allem zwischen Ben und Johnny).

### Susan Richards geb. Storm (Die Unsichtbare)
Susan „Sue“ Richards, Die Unsichtbare genannt (im englischen Original zunächst Invisible Girl, später Invisible Woman) ist Reeds Frau und Johnnys Schwester. Ihre Superkräfte befähigen sie dazu, sich selbst und andere Dinge oder Personen unsichtbar zu machen sowie unsichtbare Kraftfelder aufzubauen. Über lange Zeit entsprach sie einem etwas altmodischen Frauenbild der frühen 60er Jahre, in denen die Fantastischen Vier entwickelt wurden. Sie fiel schnell in Ohnmacht, interessierte sich mehr für Mode und Haushalt als für die Rettung der Welt, und auch die ursprüngliche Beschränkung ihrer Kräfte, nur sich selbst unsichtbar machen zu können, machte sie zu einem eher schwachen Teammitglied. Ihre erweiterten Fähigkeiten, auch andere Dinge oder Personen unsichtbar zu machen sowie unsichtbare Kraftfelder herstellen zu können, mit denen sie auch fliegen kann, wurden erst sehr viel später hinzugefügt, um ihre Position zu stärken. Ihre Rolle war über Jahre hinweg Diskussionsstoff in Leserbriefen.

### Johnny Storm (Die Fackel)
Jonathan „Johnny“ Storm, auch Die menschliche Fackel (im englischen Original Human Torch) genannt, ist Susan Storms Bruder und hat die Fähigkeit, einzelne Körperteile oder seinen ganzen Körper wie eine Fackel brennen zu lassen. Er kann so z. B. mit seinem Finger Schweißarbeiten durchführen oder sogar Feuerbälle schleudern. Außerdem kann er fliegen. Er ist das jüngste Mitglied der Fantastischen Vier (bei Start der Serie gerade einmal 15 Jahre alt) und verkörpert den ungestümen Jugendlichen, der für schnelle Autos und Frauen schwärmt und dem keine Extremsportart zu gefährlich ist. Im späteren Verlauf der Serie bekommt er ein etwas erwachseneres Auftreten, und auch seine Beziehungen werden ernsthafter und dauerhafter. Auch zeigt er mehr Feinfühligkeit im Umgang mit seiner Schwester. In Fantastic Four # 587 stirbt er schließlich; sein Platz wird von seinem langjährigen Freund Spider-Man eingenommen.

### Ben Grimm (Das Ding)

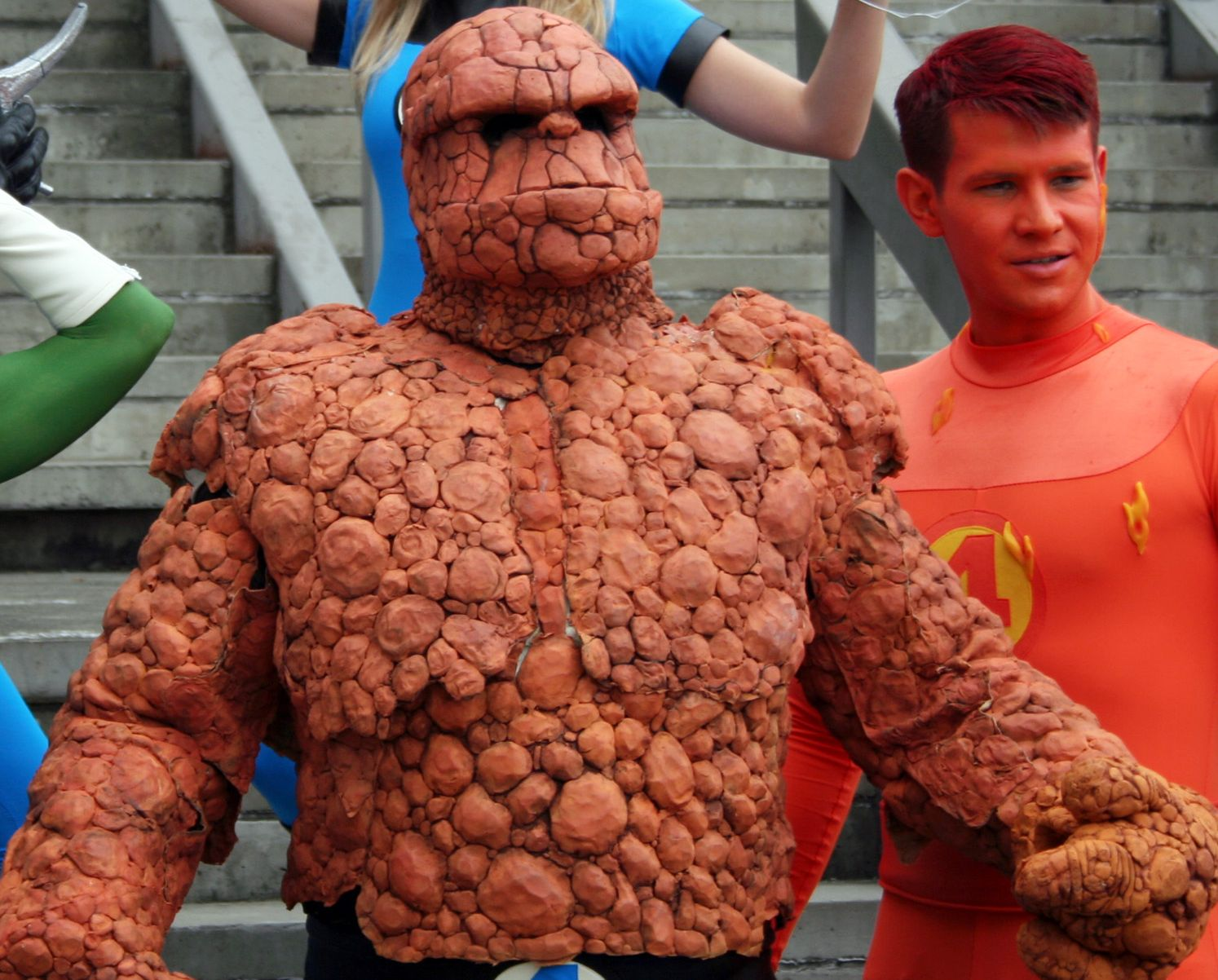
The Thing als Cosplay, Dragon Con 2011

Das Ding (im englischen Original The Thing), mit bürgerlichem Namen Benjamin „Ben“ Jacob Grimm, besitzt einen versteinerten Körper mit übermenschlicher Stärke und ist nahezu unverwundbar. Er ist die tragischste Figur in den Comics der Fantastischen Vier. Gezwungen, den Rest seines Lebens als hässliches Monster zu verbringen, obwohl Reed Richards unentwegt versucht, ihn zurückzuverwandeln, verzweifelt er des Öfteren an seinem Schicksal. Seine Liebe zur blinden Bildhauerin Alicia Masters ist ebenso tragisch, da Ben ständig in der Angst lebt, sie liebe ihn nur aus Mitleid, oder weil sie seine Hässlichkeit nicht sehen kann. Während eines Versuches von Mister Fantastic, ihn zurückzuverwandeln, wird klar, dass diese Liebe das einzig Positive in Ben Grimms Leben ist und sich sein Unterbewusstsein gegen die Rückverwandlung in Benjamin Grimm wehrt. Dies hat bisher alle Versuche einer Rückverwandlung zunichtegemacht. Unter der rauen Oberfläche verbirgt sich ein gutherziger Charakter, der jederzeit bereit wäre, sich für seine Freunde zu opfern. Bezeichnend sind seine ewigen Streitereien und Prügeleien mit Johnny Storm, der es liebt, ihn wegen seiner Hässlichkeit aufzuziehen.

## Antagonisten
Die Fantastischen Vier haben im Laufe ihrer Existenz zahlreiche und vielfältige Charaktere bekämpft, die meisten davon mehr als einmal. Hier sind einige ihrer wichtigsten Widersacher aufgeführt:

### Dr. Doom

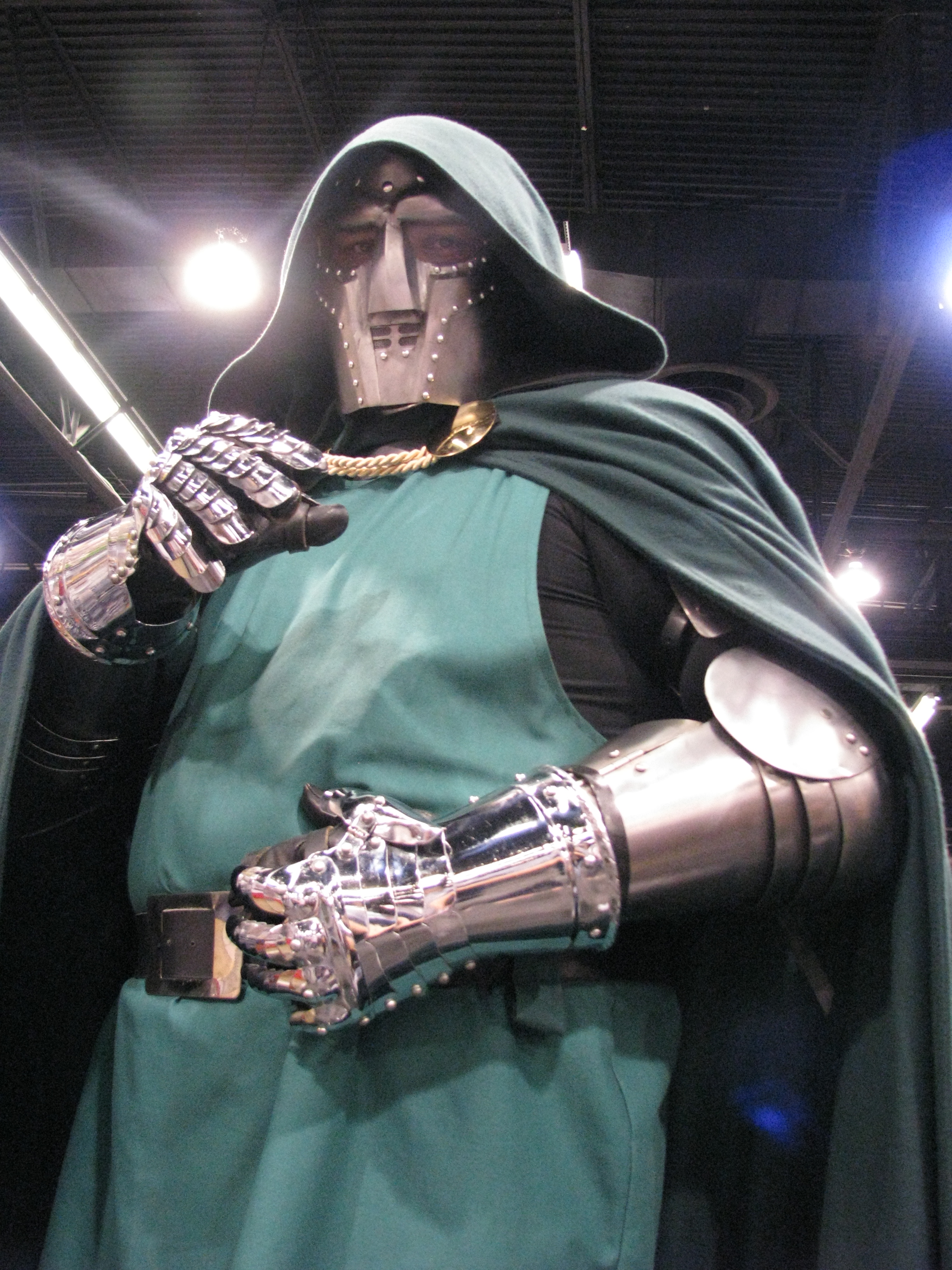
Doctor Doom als Cosplay, WonderCon 2014

Dr. Doom ist der Despot des fiktiven Balkan-Mini-Staates Latveria und der wichtigste Gegner der Fantastischen Vier. Seit seinem ersten Auftritt in Ausgabe 5 hat der geniale Wissenschaftler, der einmal Studienkollege von Reed Richards war, unzählige Male versucht, die Fantastischen Vier zu vernichten. Bei einem riskanten Experiment, von dem Reed ihn abzuhalten versuchte, wurde sein Gesicht leicht verletzt. Doom, der Richards für seine „Verstümmelung“ verantwortlich machte, verließ die Staaten und ließ sich in Tibet eine Spezialrüstung anfertigen, die ihn nahezu unverwundbar macht, wobei er sich die noch glühendheiße Maske auf sein Gesicht setzen ließ und es dadurch vollends entstellte. Dann kehrte er in sein Heimatland Latveria zurück, stürzte den ansässigen König und schwang sich zum Alleinherrscher auf. Von hier aus organisiert er seine Feldzüge gegen die Fantastischen Vier und den Rest der Welt.

### Der Maulwurf(Mole Man)
Der Maulwurf herrscht in seinem Reich unter der Erde über ein Volk blinder Humanoider, die über nicht mehr als eine tierhafte Intelligenz verfügen. Von hier aus betreibt er einen Rachefeldzug gegen die Menschheit, die ihn vor Jahren wegen seiner Hässlichkeit gedemütigt hat. Dabei ist sein übliches Ziel die Weltherrschaft oder deren Vernichtung, wobei der Tod der Fantastischen Vier an oberster Stelle steht.

### Die Skrull
Die Skrull sind eine außerirdische Rasse, die seit ihrem ersten von den Fantastischen Vier vereitelten Versuch, sich die Erde untertan zu machen, es sich zum Ziel gesetzt haben, die Fantastischen Vier zu vernichten. Sie besitzen die Fähigkeit, jede beliebige Gestalt anzunehmen.

### Der Sub-Mariner
Der Sub-Mariner oder auch Prinz Namor ist der Herrscher über Atlantis und einer Rasse von Wasser-Menschen, die mit den Menschen die gleichen Vorfahren teilen. Seine Motive sind nicht von „böser“ Natur, seine Angriffe auf die Menschen sind eher eine Form der Selbstverteidigung, um sein Unterwasser-Reich vor der Rücksichtslosigkeit und Zerstörungswut des Menschen zu schützen. Vor ihrer Hochzeit mit Reed fühlte sich Sue Richards eine Zeitlang zwischen Reed und dem attraktiven Namor hin- und hergerissen. Mehrere Entführungen durch Namor waren die Folge.

### Galactus
Galactus ist ein Wesen namens Galan von Taa, einziger Überlebender einer menschenähnlichen Rasse, die vom Urknall ausgelöscht wurde; Galan jedoch wurde von der sich neu entwickelnden kosmischen Gewalt zu einem gottähnlichen Wesen mit nahezu allmächtigen Kräften verwandelt, das sich von der Energie ganzer Planeten ernähren muss. Galactus’ Motive sind nicht böse, sondern basieren eher auf Gleichgültigkeit; seine Versuche, die Erde zu verschlingen, sind lediglich auf Hunger zurückzuführen. Zum Auffinden geeigneter Welten bestimmt er von Zeit zu Zeit Herolde, die er in der Regel mit kosmischen Superkräften ausstattet; einer seiner Herolde war der Silver Surfer, der sich später von ihm lossagte. Sein dramatischer erster Auftritt in den Comics der Fantastischen Vier gilt als Höhepunkt der Serien-Geschichte.

### Die Furchtbaren Vier(Frightful Four)
Sie stellen das erste Superschurken-Team der Comicgeschichte dar. Zu der ursprünglichen Besetzung gehören der Zauberer (Wizard), der Anführer der Gruppe, der Sandman, der seinen gesamten Körper in Sand verwandeln kann, der geniale Fallenbauer Kleisterpeter/Fänger (Pastepot Pete/Trapster) und Medusa, die Königin der Inhumans, die zu der Zeit ihr Gedächtnis verloren hatte.

### Der Impossible Man
Der Impossible Man gehört zu einer außerirdischen Rasse. Er besitzt die Fähigkeit, jede beliebige Gestalt anzunehmen, und ist auf der Erde gelandet, weil er seine alte Heimat langweilig findet und auf dem blauen Planeten Abwechslung sucht. Er ist eher eine Nervensäge als eine wirkliche Bedrohung und verschwindet in der Regel, wenn man ihm keine Beachtung schenkt.

## Weitere Charaktere

### Alicia Masters
Die Bildhauerin Alicia Masters ist die blinde Freundin von Ben Grimm und die Tochter des bösen Puppenspielers (Puppet Master).

### Franklin Richards
Franklin Richards ist der Sohn von Reed und Sue, besitzt durch sein ungewöhnliches Erbgut selbst unheimliche Superkräfte und ist somit mutmaßlich der stärkste Mutant auf der Erde. Seine Kräfte umfassen:
- Verändern der Realität
- Telekinese
- Telepathie
- als auch andere, noch nicht gänzlich erfasste psychokinetische Fähigkeiten, wie z. B. die Erzeugung von Energiekugeln und Kraftfeldern
- Tote wieder zum Leben erwecken

### Valeria Richards
Valeria Richards ist die kleine Tochter von Sue und Reed und Franklins jüngere Schwester. Im Mainstream war sie ursprünglich das zweite Kind von Reed und Sue, welches durch Komplikationen, die durch ihre angeborenen Kräfte hervorgerufen wurden, im Mutterleib als Fehlgeburt verstarb; durch Franklins Kräfte und einer Reihe von komplizierten Umständen wurde sie jedoch in einer alternativen Zukunft hineingeboren und aufgezogen. Valerias Vorname kommt von Dr. Doom, der dabei half, das Kind auf die Welt zu bringen. Sie verfügt wie der Rest ihrer Familie über Superkräfte:
- Genialer Intellekt
- Übermenschliche Stärke
- Unsichtbarkeit
- Zeitreisen
- Fähigkeit, Schutzschilde und Energiestöße zu generieren
- Begrenzte Telekinese

## Verfilmungen
2005 kam der Film Fantastic Four in die Kinos, 2007 die Fortsetzung Fantastic Four: Rise of the Silver Surfer. In diesen wurde die Helden von Ioan Gruffudd (Mister Fantastic), Jessica Alba (Die Unsichtbare), Chris Evans (Menschliche Fackel) und Michael Chiklis (Das Ding) gespielt.
2015 erschien eine Neuauflage mit dem Titel Fantastic Four. Hier waren Miles Teller, Kate Mara, Michael B. Jordan und Jamie Bell die Hauptdarsteller.
Marvel-Studios-Präsident Kevin Feige kündigte 2020 eine Neuverfilmung der Fantastic Four als Kinofilm an. Diese erschien 2025 als The Fantastic Four: First Steps; die Vier werden von Pedro Pascal (Reed Richards / Mister Fantastic), Vanessa Kirby (Sue Storm / The Invisible Woman), Ebon Moss-Bachrach (Ben Grimm / The Thing) und Joseph Quinn (Johnny Storm / The Human Torch) verkörpert.